# Stubby Kaye
Stubby Kaye, właśc. Bernard Katzin (ur. 11 listopada 1918 w Nowym Jorku, zm. 14 grudnia 1997 w Rancho Mirage) – amerykański aktor komediowy, filmowy i telewizyjny, piosenkarz.
Karierę rozpoczął w 1938 roku w filmie krótkometrażowym Hi-Ho Hollywood. Jego pierwszą większą rolą filmową był występ w filmie Guys and Dolls u boku Marlona Brando, Jean Simmons i Franka Sinatry.

## Filmografia
- Guys and Dolls (1955)
- Li'l Abner (1959)
- The Cool Mikado (1962)
- Sex and the Single Girl (1964)
- Kasia Ballou (1965)
- The Way West (1967)
- Can Hieronymus Merkin Ever Forget Mercy Humppe and Find True Happiness? (1969)
- Sweet Charity (1969)
- Six Pack Annie (1975)
- Ellis Island (1984) TV Miniseries
- Kto wrobił królika Rogera? (1988)